# Grand Guignol
Il Grand Guignol era un teatro situato nel 9e arrondissement di Parigi, dalla sua apertura nel 1897 fino alla chiusura avvenuta nel 1963, si specializzò in spettacoli decisamente macabri, truculenti e violenti.
L'aggettivo granguignolesco (anche "granghignolesco" o più raramente "grandguignolesco") è divenuto nel tempo sinonimo di macabro o cruento, anche al di fuori della terminologia dello spettacolo.

## Storia
Il nome deriva da Guignol, ovvero una marionetta ideata dal burattinaio Laurent Mourguet, raffigurante un operaio dell'industria serica di Lione, dove anche il simbolo  di Radio Canut  raffigura proprio questa marionetta stilizzata sopra una bandiera rosso-nera, era noto per la sua irriverenza e la sua tenacia, grazie alle quali difendeva i propri diritti scornando inevitabilmente i "potenti".

Les Trois Masques di Adrien Barrère (1920)

Gott mit uns di A. Barrère (1928)

L'Homme qui a tué la mort di A. Barrère (1928)

Il teatro, fondato da Oscar Métenier, era molto piccolo specialmente per gli standard odierni: poteva infatti ospitare al massimo 300 persone. Ciò nonostante gli spettacoli ebbero largo successo, tanto da registrare ogni sera il tutto esaurito e da rendere celebre questo genere orrorifico in tutto il mondo.
Oltre al fondatore, il principale scrittore per il Grand Guignol fu André de Lorde che scrisse un centinaio di opere fra il 1901 ed il 1926. Gli spettacoli si servivano spesso di effetti speciali più o meno rudimentali ed erano incentrati soprattutto sulla potenza visiva delle immagini orrorifiche, sulla sofferenza degli innocenti, sugli infanticidi, sulla pazzia e la vendetta. Spesso contenevano riferimenti all'occultismo e al paranormale e occasionalmente venivano rappresentate anche scene di sesso e di perversione. Gli spettacoli erano in genere brevi e venivano ripetuti più volte durante la serata.
Nonostante fosse nato in Francia, il Grand Guignol toccò il suo apice a Londra nella prima metà degli anni venti del XX secolo, sotto la direzione di Jose Levy. In Italia il Grand Guignol fu importato nel 1908 da Alfredo Sainati, con la sua Compagnia del Grand-Guignol.

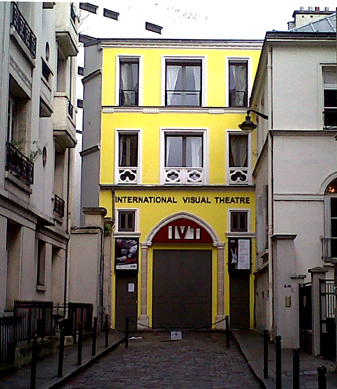
Il teatro che era sede del Grand Guignol in rue Chaptal a Parigi.

Il teatro Grand Guignol tenne la sua ultima rappresentazione il 5 gennaio 1963. La chiusura definitiva fu decretata dall'affermarsi del cinema dell'orrore che, soprattutto nel suo filone splatter, deve molto alla tradizione del Grand Guignol. Nel 1994 il teatro venne ricreato negli studi cinematografici dove si girò il film tratto dal romanzo di Anne Rice Intervista col vampiro.

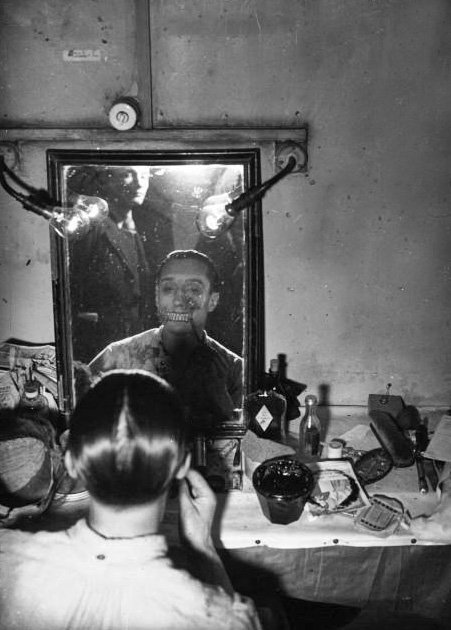
Trucco degli attori (1937)
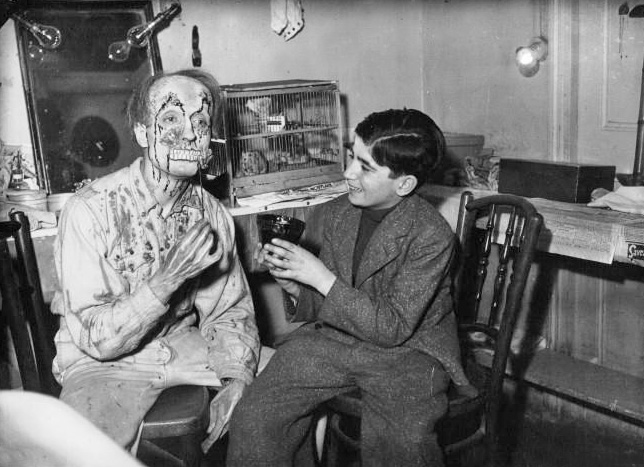
Trucco degli attori (1937)
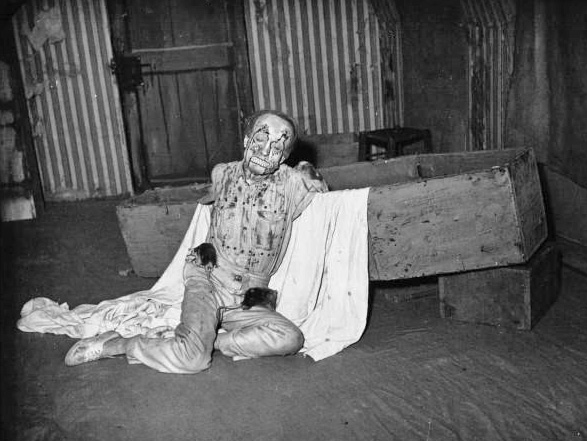
Una scena (1937)
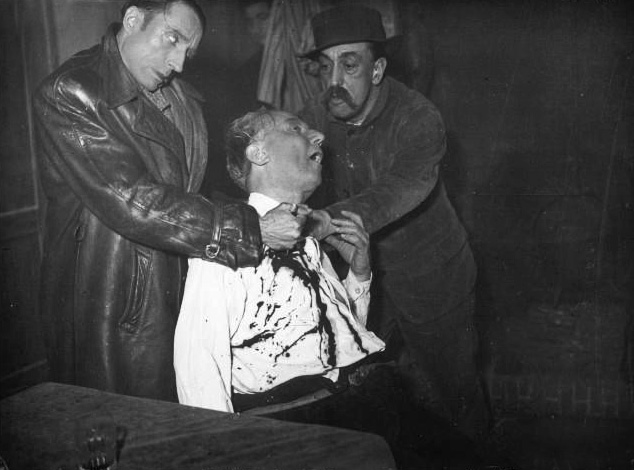
Una scena (1937)

Rappresentazioni di Grand Guignol sono state prodotte in tempi recenti dal teatro Thrillpeddlers a San Francisco, California.

## Omaggi
- Le Grand Guignol è il nome di una band symphonic extreme metal del Lussemburgo, con all'attivo un solo album del 2007 The Great Maddening[7]
- Grand Guignol è il titolo di una canzone di Noyz Narcos, contenuta nell'album Guilty e realizzata in collaborazione con Marracash.
- Grand Guignol è il titolo dell'albo n° 31 dei fumetti di Dylan Dog.
- Sempre Dylan Dog nell'Almanacco della Paura del 1994 dedica un ampio dossier sulla storia, appunto del successo dell'omonimo teatro.
- Guignol è un testo patafisico di Alfred Jarry in cui è presente padre Ubu, pubblicato per la prima volta il 28 aprile 1893 su L'écho de Paris
- Guignol's band è un romanzo in due parti (la seconda nota anche come Il ponte di Londra) di Louis-Ferdinand Céline.
- Grand Guignol è il titolo di una canzone del gruppo metal italiano Death SS (Sylvester's Death per l'occasione).
- Le Grand Guignol è il titolo di una canzone del gruppo metal italiano Theatres des Vampires feat. Cadaveria.
- Serata al Grand Guignol è il titolo dell'albo 158 dei fumetti di Dampyr.
- Un teatro londinese di nome Grand Guignol appare, quale ambientazione ricorrente, nella prima stagione della serie televisiva Penny Dreadful.
- Grand Guignol Orchestra è il nome di un album del gruppo avant-garde black metal francese Pensees Nocturnes rilasciato il 1º febbraio 2019[8].
- Nel 1992 il gruppo Naked City capitanato dal sassofonista newyorkese John Zorn ha dedicato un disco al teatro, intitolandolo proprio Grand Guignol.[9]
- La compagnia teatrale Grand Guignol de Milan dal 2014 porta in scena in Italia e all'estero spettacoli ispirati a fatti di cronaca nera e leggende popolari.
- Nell'album The Globe di Kid Yugi è presente, nelle tracce Paradise Now e Il Ferro di Čechov, una citazione al teatro.
- "Granguignol il drago del crepuscolo"[10]  è il nome di una carta nel gioco Yu-Gi-Oh! (gioco di carte)

## Autori di Grand Guignol
- Léon Abric
- Georges Ancey
- Camillo Antona Traversi
- Pol Métayer
- Radio Canut